# 酒井氏治
酒井 氏治（さかい うじはる）は、 戦国時代から安土桃山時代にかけての丹波国の武将。丹波酒井氏の一族、矢代酒井氏の当主で南矢代城主、高仙寺城主。酒井党の惣領でもある。

## 矢代酒井党
矢代酒井氏は酒井党の中では惣領家に位置付けられ、栗栖野氏とともに酒井氏の中心的存在であった。矢代氏始祖の貞信は、父孝信の領土分配をめぐって弟の信綱や甥の信経らの三者と争っており、抗争状態に陥ったが、協議により決着した。その結果、貞信は領地を得、矢代氏として分立していった。太平記の篠村の旗揚げに見られる酒井の名前は貞信を指しており、このことからも、惣領家である様子が確認できる。標高317メートルに居城の南矢代城がある。この城は文明年間に酒井益氏によって築かれた。やがて応仁の乱後、新興勢力の波多野氏が多紀郡に入部すると古参勢力の酒井氏は断じて抵抗する。1508年には大山荘の長澤氏や酒井氏は波々伯部大和守、同民部丞、大芋兵庫助慶氏らを率いる波多野氏に敗北した。しかし、その傘下の重臣として取り立てられ、弘治3年（1557年）には父の氏吉が波多野孫四郎（元秀）から感状を受け、氏治自身も永禄5年（1562年）に感状を受け取っている。

## 丹波攻め
明智光秀の丹波攻めが始まると酒井一族は高仙寺を氏寺とし、その背後の松尾山（標高687メートル）に高仙寺城を最後の本城として築いた。波賀野城や大沢城、南矢代城などが尾根続きに連なっているため、諸城が落城した後に籠城する目的があったと考えられる。特に叔父である波賀野城城主酒井右衛門兵衛は三好・松永勢力の侵攻時から奮戦し、南矢代城との連携もあった。
この戦いで氏治は與左衛門という家臣に、籠城の戦功を称え、感状を出している。天正6年（1578年）には藤堂高虎が長澤氏の大山城を攻めると、氏治は救援のために出陣するが明智軍の攻撃を被り、8月15日に味間で討死した。

## 登場作品
・戦国無双シリーズ『戦国無双5』-第五章 光秀編「丹波侵攻」にて敵将として登場。